# Regione ecclesiastica Triveneto
La regione ecclesiastica Triveneto è un ente ecclesiastico dotato di personalità giuridica eretto dalla Santa Sede ed è una delle sedici regioni ecclesiastiche in cui è suddiviso il territorio della Chiesa cattolica in Italia.
Il suo territorio corrisponde approssimativamente al territorio delle tre regioni amministrative italiane di Veneto, Friuli-Venezia Giulia e Trentino-Alto Adige, ma comprende anche parrocchie nell'area gardesana della provincia di Brescia (Lombardia). È la regione ecclesiastica più grande all'interno della Conferenza episcopale italiana, anche se non la più popolosa (che è invece quella lombarda).

## La regione ecclesiastica oggi

### Statistiche
Dati statistici secondo l'Annuario pontificio 2024:
- Superficie in km²: 40.657
- Abitanti: 7.280.171
- Parrocchie: 3.518
- Numero dei sacerdoti secolari: 3.588
- Numero dei sacerdoti regolari: 1.555
- Numero dei diaconi permanenti: 406

### Suddivisione
Questa regione ecclesiastica è composta da quindici diocesi, così ripartite:
- Patriarcato di Venezia, sede metropolitana, che ha come suffraganee
  - Diocesi di Adria-Rovigo
  - Diocesi di Belluno-Feltre
  - Diocesi di Chioggia
  - Diocesi di Concordia-Pordenone
  - Diocesi di Padova
  - Diocesi di Treviso
  - Diocesi di Verona
  - Diocesi di Vicenza
  - Diocesi di Vittorio Veneto
- Arcidiocesi di Gorizia, sede metropolitana, che ha come suffraganea
  - Diocesi di Trieste
- Arcidiocesi di Trento, sede metropolitana, che ha come suffraganea
  - Diocesi di Bolzano-Bressanone
- Arcidiocesi di Udine, sede metropolitana, senza suffraganee

## Conferenza episcopale del Triveneto
- Presidente[2]: Francesco Moraglia, patriarca di Venezia
- Vicepresidente: Ivo Muser, vescovo di Bolzano-Bressanone
- Segretario: Giuseppe Pellegrini, vescovo di Concordia-Pordenone

### Vescovi delegati
- Dottrina della fede, annuncio e catechesi: Carlo Roberto Maria Redaelli (Gorizia)
- Liturgia: Giuliano Brugnotto (Vicenza)
- Seminari: Giampaolo Dianin (Chioggia)
- Diaconato permanente: Andrea Bruno Mazzocato (emerito di Udine)
- Commissione presbiterale regionale: Giampaolo Dianin (Chioggia)
- Vita consacrata: Lauro Tisi (Trento)
- Consulta aggregazioni laicali: Giuseppe Pellegrini (Concordia-Pordenone)
- Pastorale della famiglia e della vita: Pierantonio Pavanello (Adria-Rovigo)
- Pastorale giovanile e pastorale vocazionale: Claudio Cipolla (Padova)
- Evangelizzazione dei popoli e cooperazione tra le Chiese: Giuliano Brugnotto (Vicenza)
- Ecumenismo e dialogo interreligioso: Ivo Muser (Bolzano-Bressanone)
- Cultura, pastorale scolastica, pastorale universitaria e insegnamento della religione cattolica: Renato Marangoni (Belluno-Feltre)
- Pastorale sociale e del lavoro, giustizia, pace e salvaguardia del creato: Michele Tomasi (Treviso)
- Delegazione Caritas regionale: Enrico Trevisi (Trieste)
- Pastorale della salute: Riccardo Lamba (Udine)
- Pastorale dei migranti: Giuseppe Pellegrini (Concordia-Pordenone)
- Comunicazioni sociali: Domenico Pompili (Verona)
- Delegato per gli istituti teologici: Renato Marangoni (Belluno-Feltre)
- Delegato per il Tribunale ecclesiastico regionale: Pierantonio Pavanello (Adria-Rovigo)
- Sport, tempo libero e pellegrinaggi: Michele Tomasi (Treviso)
- Consulta per i beni culturali ecclesiastici: Renato Marangoni (Belluno-Feltre)
- Osservatorio giuridico legislativo triveneto: Giuliano Brugnotto (Vicenza)
- Sostegno economico alla Chiesa: Claudio Cipolla (Padova)
- Federazione italiana esercizi spirituali: Beniamino Pizziol (emerito di Vicenza)
- Incaricato per gli esorcisti: Andrea Bruno Mazzocato (emerito di Udine)
- Servizio regionale per la tutela dei minori e delle persone vulnerabili: Pierantonio Pavanello (Adria-Rovigo)
- Rappresentanti uffici amministrativi: Giuseppe Pellegrini (Concordia-Pordenone)
- Gruppo cancellieri: Giuliano Brugnotto (Vicenza)
- Commissione dei rettori di santuari: Michele Tomasi (Treviso)

### Cronotassi

#### Presidenti
- Cardinale Albino Luciani, patriarca di Venezia † (14 gennaio 1970 - 26 agosto 1978)
- Cardinale Marco Cé, patriarca di Venezia † (1979 - 3 marzo 2002)
- Cardinale Angelo Scola, patriarca di Venezia (9 aprile 2002 - 7 settembre 2011)
- Arcivescovo Dino De Antoni, arcivescovo di Gorizia † (13 settembre 2011 - 29 maggio 2012)
- Patriarca Francesco Moraglia, patriarca di Venezia, dal 29 maggio 2012

#### Vicepresidenti
- Vescovo Eugenio Ravignani, vescovo di Trieste † (? - 4 ottobre 2009)
- Arcivescovo Dino De Antoni, arcivescovo di Gorizia † (11 gennaio 2010 - 13 settembre 2011)
- Arcivescovo Antonio Mattiazzo, vescovo di Padova (13 settembre 2011 - 29 maggio 2012)
- Arcivescovo Luigi Bressan, arcivescovo di Trento (29 maggio 2012 - 3 aprile 2016)
- Vescovo Ivo Muser, vescovo di Bolzano-Bressanone, dal 24 maggio 2016

#### Segretari
- Arcivescovo Antonio Mattiazzo, vescovo di Padova (1989 - 2003)
- Arcivescovo Luigi Bressan, arcivescovo di Trento (2003 - 29 maggio 2012)
- Vescovo Giuseppe Pellegrini, vescovo di Concordia-Pordenone, dal 29 maggio 2012

## Diocesi soppresse del Triveneto
- Diocesi di Altino
- Patriarcato di Aquileia
- Diocesi di Asolo
- Diocesi di Caorle
- Diocesi di Castello
- Diocesi di Equilio
- Diocesi di Eraclea
- Diocesi di Gradisca
- Patriarcato di Grado
- Diocesi di Malamocco (sede trasferita a Chioggia)
- Diocesi di Oderzo
- Diocesi di Sabiona (sede trasferita a Bressanone)
- Diocesi di Torcello
- Diocesi di Zuglio